# Franken (Pilger)
Als Franken (Franci, Francos) wurden in Italien und Spanien die Pilger bezeichnet, die von jenseits der Alpen bzw. der Pyrenäen – den Siedlungsgebieten der Franken – nach Rom bzw. Santiago de Compostela kamen. Dabei spielte die tatsächliche Herkunft eine untergeordnete Rolle.
Die Spuren dieser Pilger finden sich in 
- Familiennamen - der spanische Diktator Francisco Franco dürfte Nachfahre fränkischer Pilger sein
- in Ortsnamen - Villafranca de ...
- in Namen der Wallfahrtswege - Camino Francés (Jakobsweg), Via Francigena
- in Straßennamen - Rua de Francos, die älteste Straße in Santiago de Compostela, in der sich fränkische Pilger ansiedelten
- in Architektur, Gebräuchen und Sprache.

Die 'fränkischen' Pilger siedelten sich nach ihren Wallfahrten teilweise im jeweiligen Land an. Im Falle Spaniens förderten das die lokalen Herrscher nach Kräften. Denn ebenso wie der Jakobskult ideologische Notwendigkeit für die erfolgreiche Reconquista war, mussten die zurückeroberten Landstriche wiederbesiedelt werden. Durch die Gründung privilegierter Frankensiedlungen, holten sich die dortigen Könige Finanzkraft und Know-how ins Land. Beispiele für Städte am Jakobsweg, die als Frankensiedlung gegründet wurden oder als solche ihren Aufschwung nahmen, sind Puente la Reina, Estella, Logrono, Villafranca de Montes de Oca und Villafranca del Bierzo.